# 電位依存性陰イオンチャネル
電位依存性陰イオンチャネル（でんいいぞんせいいんイオンチャネル）とは、膜電位の変化によって開閉が制御されているイオンチャネルである。基本的にポリンと言う、比較的大きな穴を持ったタンパク質によってできている。ただし、電位依存性陰イオンチャネルには幾つもの種類が存在する。例えば、VDAC1、VDAC2、VDAC3などである。なお日本語では、電位依存性アニオンチャネル、電位依存性陰イオンチャンネル、電位依存性アニオンチャンネルなどと書かれることもある。

## 所在
ポリンでできた電位依存性陰イオンチャネルは、真核生物が持っている細胞小器官の1つであるミトコンドリアの外膜に存在する。なお、このイオンチャネルがミトコンドリアの外膜以外の場所、例えば、真核生物の細胞膜などに存在するかどうかについては、2010年代序盤において議論が行われているところであって確定していない。

## 構造

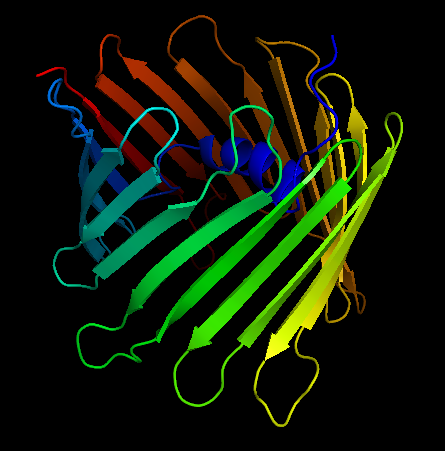
ヒトのミトコンドリアに見られる電位依存性陰イオンチャネルの構造。βバレルと呼ばれる特徴的な筒状の構造を持っている。なお、矢印の方向からも判るように、このタンパク質が持つβバレルの場合は、タンパク質の2次構造の1種である逆平行βシートと呼ばれる構造でできている。

ヒトのミトコンドリアの電位依存性陰イオンチャネルは、だいたい280個くらいのアミノ酸によってできたβバレルが、ミトコンドリアの外膜を貫通した形をしている。

## 制御の方法
ミトコンドリアの外膜にある電位依存性陰イオンチャネルは、外膜の膜電位が+30 mVから+40 mV以上にまで上がった時に閉鎖する仕組みになっている。つまり、この閾値よりも低い膜電位では開口している。ただし、開口している時だけではなく、閉鎖している時でさえ、単原子イオンならば通過を許してしまう。この電位依存性陰イオンチャネルが閉鎖している時には通さずに、開口している時にだけ通しているのは、代謝物質としてできてきた有機アニオン（イオン化した有機酸など）である。
なお、開口と閉鎖が起こる正確なメカニズムは明らかになっていないものの、開口時と閉鎖時とでは、ポリンの開口径が変化していることが示唆されている。
そして、どうやら幾つかのリジン残基や、152番目のグルタミン酸が、センサーとして重要な役割を果たしているのではないかと言われている。

## 機能
電位依存性陰イオンチャネルは、イオンチャネルと付くものの、実のところ親水性の比較的小さな分子をも通過させられる。このため、電位依存性陰イオンチャネルが存在することによって、膜の内外でのイオンや親水性の小分子の交換が促進される。また、電位依存性陰イオンチャネルはミトコンドリアにおいて、他のタンパク質や他の分子との相互作用の調節にも関与している。なお、ミトコンドリア外膜の電位依存性陰イオンチャネルが閉鎖されると、ミトコンドリアの機能は抑制されると考えられている。

## 細胞の代謝の調節への関与
少し巨視的に、細胞レベルで見てみると、ミトコンドリア外膜の電位依存性陰イオンチャネルは、細胞における代謝の調節を行っている。まず、真核生物においてATPの大部分は、ミトコンドリアにADPやピルビン酸などが供給されることによって、ミトコンドリア内で作られている。そして、ATPやADPやピルビン酸やリンゴ酸などと言った代謝物質が、ミトコンドリア外膜を通過する際に、この電位依存性陰イオンチャネルが利用されるのである。このことからも明らかなように、ミトコンドリア外膜の電位依存性陰イオンチャネルは、ミトコンドリアにおいて、様々な代謝経路に関わっていることが判る。さらに、ミトコンドリア外膜の電位依存性陰イオンチャネルには、真核生物の細胞質の側（ミトコンドリアの外）でATPを利用して基質をリン酸化する酵素、例えば、ヘキソキナーゼ、グリセロールキナーゼ、クレアチンキナーゼなどが結合することが知られている。特に、ミトコンドリア外膜の電位依存性陰イオンチャネルに結合したヘキソキナーゼは、細胞質の側で行われている解糖系と、ミトコンドリア内部で行われている酸化的リン酸化とのバランスを取る役割をしているのではないかと推測されている。

## アポトーシスの際の動作
既述の通り、ミトコンドリア外膜の電位依存性陰イオンチャネルが閉鎖されるとミトコンドリアの機能は抑制されると考えられるわけだが、真核生物の細胞がアポトーシスする際、ミトコンドリア外膜の電位依存性陰イオンチャネルは閉鎖されることが知られている。